# Menoge
La Menoge est une rivière française de Haute-Savoie et un affluent droit de l'Arve donc un sous-affluent du Rhône.

## Géographie
La Menoge prend sa source dans la Vallée Verte à Habère-Poche sur le plateau des Moises à un peu plus de  1 100 mètres d'altitude. 
On peut assimiler la Vallée Verte à la haute vallée de la Menoge qui poursuit ensuite son cours au-delà pour rejoindre l'Arve un peu avant Annemasse, terme de son parcours de 29,8 km.

### Communes et cantons traversés
Dans le seul département de la Haute-Savoie, la Menoge traverse les onze communes suivantes, d'Habère-Poche, Habère-Lullin, Villard, Burdignin, Boëge, Saint-André-de-Boëge, Fillinges, Bonne, Cranves-Sales, Vetraz-Monthoux, Arthaz-Pont-Notre-Dame (confluence).
Soit en termes de cantons, la Menoge prend source dans le canton de Sciez, traverse le canton de Bonneville, conflue dans le canton de Gaillard, le tout dans les deux arrondissement de Thonon-les-Bains et arrondissement de Saint-Julien-en-Genevois.

### Bassin versant
La Menoge traverse une seule zone hydrographique La Menoge (V023) de 166 km2 de superficie. Ce bassin versant est constitué à 45,16 % de « forêts et milieux semi-naturels », à 43,43 % de « territoires agricoles », à 10,7 % de « territoires artificialisés », à 0,56 % de « zones humides ».

### Organisme gestionnaire
L'organisme gestionnaire est le SM3A ou Syndicat mixte d'aménagement de l'Arve et de ses affluents (SM3A).

## Affluents

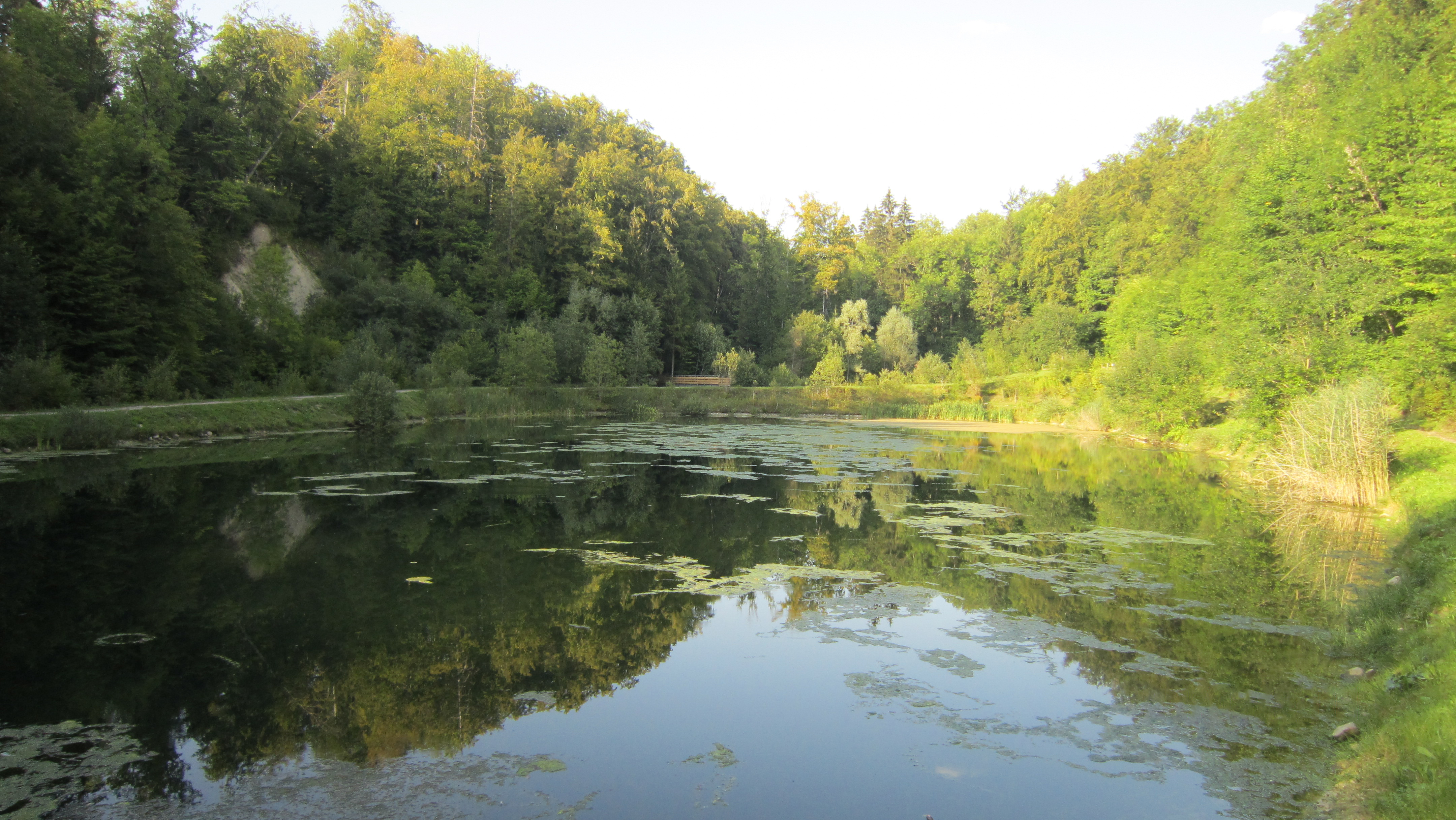
Le lac la Crossettaz à Habère-Lullin.

La Menoge a quatorze affluents référencés :
- Géoportail ajoute près de la source le ruisseau des Arces (confluence à Habère-Poche).
- le ruisseau des Lavouets (rg), 2,4 km sur la seule commune de Habère-Poche.
- le Nant (rg), 4 km sur la seule commune de Habère-Lullin.
- le Bruant (rd), 3,1 km sur la seule commune de Burdignin.
- le Bévoué (rg), 3,2 km sur les deux communes de Burdignin (confluence) et Villard (source).
- le Nant de Carraz (rd), 3,1 km sur la seule commune de Burdignin.
- Le Brevon de Saxel (rd), 6,2 km sur les trois communes de Saxel (source), Boëge et Saint-André-de-Boëge (confluence) avec trois affluents :
  - le ruisseau du Rafort (rd), 2,2 km sur la seule commune de Boëge.
  - le Nant de Manant (rd), 3,2 km sur la seule commune de Boëge.
  - le ruisseau des Biollets (rd), 2,2 km sur les deux communes de Boëge et Saint-André-de-Boëge.
- le ruisseau de Curseille (rd), 3,2 km sur la seule commune de Saint-André-de-Boëge.
- le ruisseau de la Molertaz (rd) 1,9 km sur les deux communes de Fillinges et Saint-André-de-Boëge.
- Le Foron de Fillinges (rg), 19,2 km sur six communes (confluence à Bonne) avec un affluent et de rang de Strahler trois :
  - le Thy, 5 km sur trois communes avec deux affluents...
- le Nant de Chamagnou (rd), 1,6 km sur la seule commune de Bonne.
- le ruisseau du Moulin (rd), 3,7 km sur les trois communes de Bonne (confluence), Cranves-Sales, Lucinges (source), avec deux affluents :
  - le ruisseau de la Vignule (rd), 2,1 km sur les deux communes de Cranves-Sales (confluence), Lucinges (source).
  - le Nant de la Folieuse (rg), 3,3 km sur les trois communes de Bonne (confluence), Cranves-Sales, Lucinges (source)
- la Nussance (rd), 2,7 km sur la seule commune de Cranves-Sales.
- la Noue (rd), 1,9 km sur les deux communes de Vetraz-Monthoux (confluence), Cranves-Sales (source).
- Le ruisseau du Nantet (rd), 1,9 km sur les deux communes de Vetraz-Monthoux (source) Arthaz-Pont-Notre-Dame (confluence).

Donc son rang de Strahler est de quatre.

## Hydrologie
La menoge a été observée à deux stations hydrologiques V0235020 La Menoge à Bonne (Pont D 198), depuis le 1er janvier 2008 , à 491 m d'altitude pour un bassin versant de 140 km2, et à la station V0235010 La Menoge à Vétraz-Monthoux du 30 décembre 1977 au 1er janvier 2008 à 435 m d'altitude pour un bassin versant de 160 km2.

### La Menoge à Vétraz-Monthoux
Le module ou moyenne annuelle de son débit  à Vétraz-Monthoux est de 3,73 m3/s .
Son régime est donc de type régime nivo-pluvial car la composante "fonte des neiges" en mars est bien plus forte que la deuxième pointe de janvier.

### Étiage ou basses eaux
À l'étiage, c'est-à-dire aux basses eaux, le VCN3, ou débit minimal du cours d'eau enregistré pendant trois jours consécutifs sur un mois, en cas de quinquennale sèche s'établit à 0,340 m3/s, ce qui reste confortable,.

### Crues

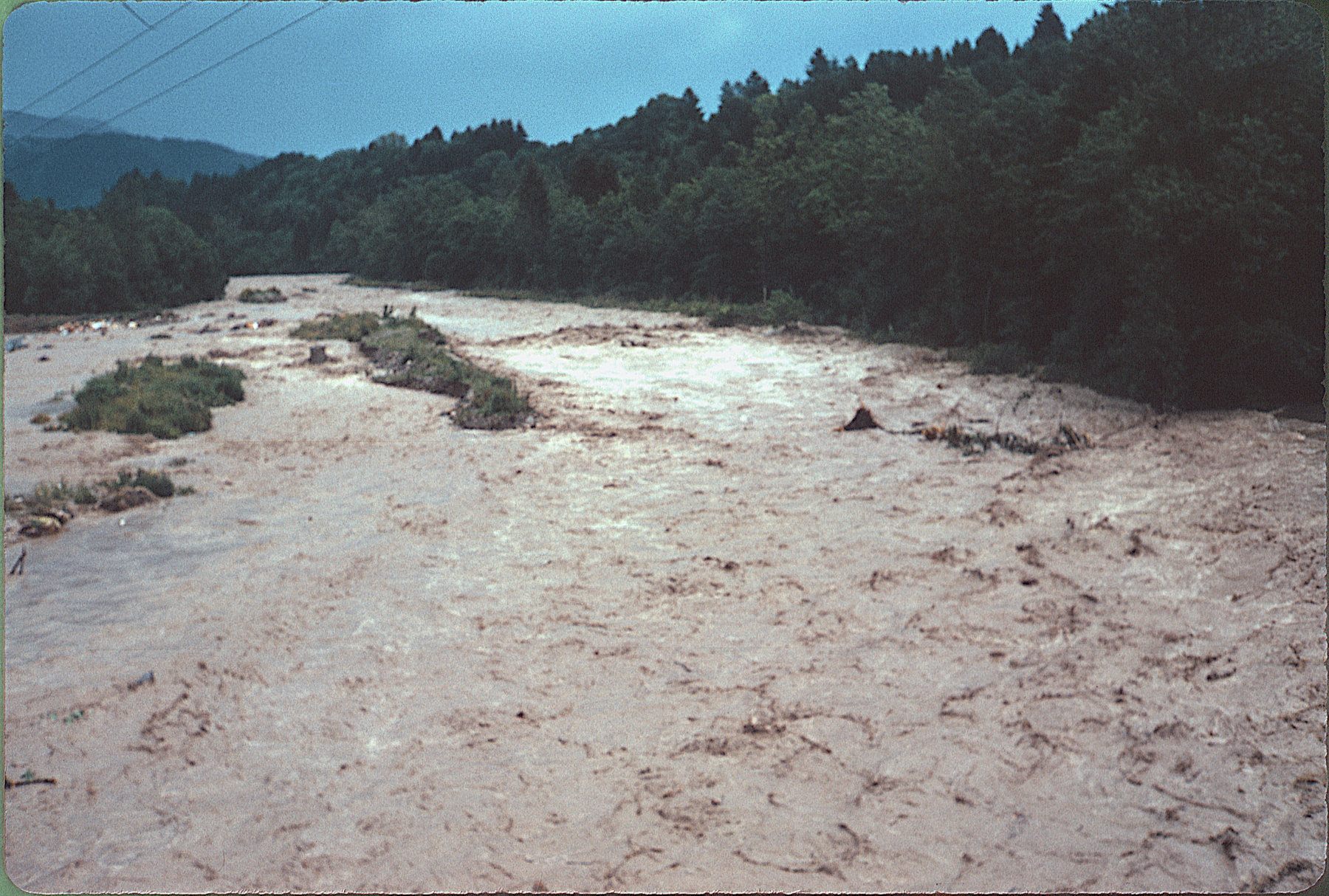
La Menoge en crue le 29 juin 1974 à Bonne vue depuis le pont vers l'amont.

Le débit journalier maximal a été observé le 8 juillet 1996 pour 57,70 m3/s. Le débit instantané maximal a été observé le 1er mai 2015 avec 95,30 m3/s,  la hauteur maximale instantanée de 281 cm  a été mesurée le 4 juillet 2007 soit 2,81 m. À noter que le débit de la rivière lors de la crue du 4 juillet 2007, a sans doute été beaucoup plus importante que lors de la crue du 1er mai 2015  , mais le réseau de mesure a été détérioré par celle-ci, si bien que le débit  maximal retenu est celui du 1er mai 2015. 
Le QIX 2 est de 43,0 m3/s, le QIX 5 est 57,0 m3/s, le QIX 10 est de 67,0 m3/s, le QIX 20 est de 76,0 m3/s et le QIX 50 est de 88,0 m3/s.

### Lame d'eau et débit spécifique
La lame d'eau écoulée dans cette partie du bassin versant de la rivière est de 738 millimètres annuellement, ce qui bien plus du double de la moyenne en France, à 300 mm/an. Le débit spécifique (Qsp) atteint 23,3 litres par seconde et par kilomètre carré de bassin.

## Aménagements et écologie

### Intérêt touristique
La retenue du plan d'eau de la Crossetaz à Habère-Lullin qui contribue à sa régulation assure une réserve piscicole. La Menoge est en effet réputée pour son intérêt piscicole et la présence de pépites d'or dans la partie basse de son lit.